# Fritz Heitmann

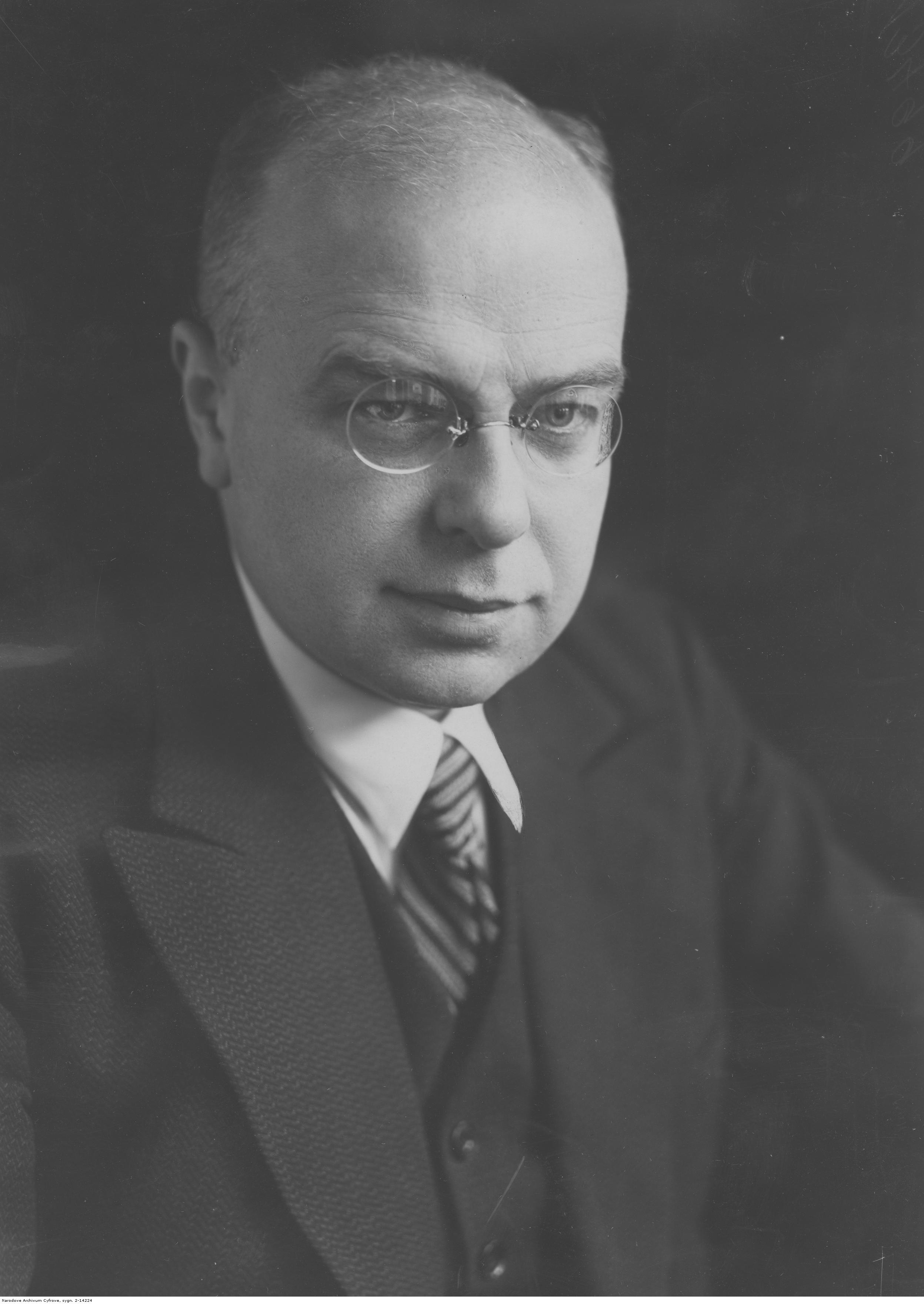
Fritz Heitmann

Fritz Heitmann (* 9. Mai 1891 in Hamburg-Ochsenwerder; † 7. September 1953 in Berlin) war ein deutscher Organist.

## Leben
Fritz Heitmanns erste Ausbildung im Orgelspiel erfolgte bei seinem Vater, der ebenfalls Organist war. Später besuchte er das Bernuthsche Konservatorium in Hamburg. Ab 1909 war er am Leipziger Konservatorium Schüler von Karl Straube, Max Reger und Josef Pembaur d. J.
Sein erstes Organistenamt übernahm er 1912 am Schleswiger Dom. Während des Ersten Weltkriegs war Heitmann im Lazarettverwaltungsdienst in Namur tätig. 1918 berief ihn Kaiser Wilhelm II. als Organist an die Kaiser-Wilhelm-Gedächtniskirche nach Berlin. Ab dem folgenden Jahr war Heitmann zugleich Organist an der Sing-Akademie zu Berlin. Zum 1. Mai 1932 wechselte er als Domorganist an den Berliner Dom, wo er die bis heute beibehaltene Reihe der Domvespern initiierte. Zahlreiche Konzertreisen führten ihn durch Europa, Russland und die USA.
Ab 1923 lehrte Heitmann an der Berliner Akademie für Schul- und Kirchenmusik, wo er 1925 zum Professor ernannt wurde. Spätere Lehraufträge nahm er auch am Stern’schen Konservatorium bzw. an der Hochschule für Musik wahr. 1923 gründete Heitmann die Berliner Motettenvereinigung.
Kurz vor Ende des Zweiten Weltkrieges wurde er in die von Joseph Goebbels aufgestellte Gottbegnadeten-Liste als einer von zwei Organisten aufgenommen.
Heitmann galt als bedeutender Bach-Interpret. Am 1. September 1938 nahm er für Telefunken an der Arp-Schnitger-Orgel des Schlosses Charlottenburg Bachs Deutsche Orgelmesse auf und spielte dort am 11. Juni 1941 die Uraufführung von Johann Nepomuk Davids Geistlichem Konzert „Es sungen drei Engel ein' süßen Gesang“ (Choralwerk 8. Heft). Im Mai 1950 spielte Heitmann – ebenfalls für Telefunken und an der Schnitger-Orgel – eine der ersten Aufnahmen von Bachs Kunst der Fuge ein.
Wie die Charlottenburger Schnitger-Orgel wurde auch die Sauer-Orgel der Kaiser-Wilhelm-Gedächtniskirche 1943 bei Bombenangriffen zerstört. Es gibt aber zehn Aufnahmen auf Schellackplatten von 1929 und 1930, auf denen der Klang dieser Orgel, gespielt von Fritz Heitmann, festgehalten wurde.

## Aufnahmen
- Die Arp Schnitger-Orgel in der Eosander-Kapelle des Charlottenburger Schlosses – Bach „Dritter Theil der Clavier-Übung“ (= Eine deutsche Orgelmesse). Aufgenommen: 1. September 1938. Neupressung: Teldec >Telefunken-Decca< 'Dokumente' 6.41977 AJ, LP 30 cm mono (© 1954) [erschienen ca. 1965].
- Die Sauer-Orgel im Dom zu Berlin – Fritz Heitmann. Werke von J. S. Bach, H. Grabner, M. Reger, Rundfunk-Aufnahmen von September 1940 und Februar 1944. ETERNA, 822 982 (LP 30 cm mono) bzw. Berlin Classics (CD, 1995).
- „Die Kunst der Fuge (BWV 1080)“, [Schuke-] Orgel der Gruftkirche im Berliner Dom, aufgenommen: 19. 5. 1950. Teldec >Telefunken-Decca< 'Dokumente' 6.41905 AJ, LP 30 cm mono (© 1966) [ca. 1966].